# Eleições autárquicas de 2021 em Vila Franca de Xira
As eleições autárquicas de 2021 serviram para eleger os diferentes órgãos do poder local no concelho de Vila Franca de Xira.
O Partido Socialista teve uma vitória surpreendentemente folgada, ao conseguir cerca de 40% dos votos e 5 vereadores. Com esta vitória, que ainda teve o facto do PS ter conquistado todas as juntas do concelho, os socialistas mantiveram a Câmara agora liderada por Fernando Paulo Ferreira.
A Coligação Democrática Unitária foi a grande derrotada das eleições ao ver-se reduzida ao seu pior resultado de sempre no concelho ao conseguir pouco mais de 21%, além de ter perdido todas as juntas de freguesia.
A coligação PSD-CDS teve um resultado pouco melhor que em 2017, conseguindo 14,8% e elegendo mais um vereador em relação a 2017.
Por fim, a surpresa eleitoral foi a eleição de um vereador do Chega ao conseguir 8,5% dos votos, enquanto que o Bloco de Esquerda foi outro dos derrotados destas eleições ao perder o vereador que tinha.

## Candidatos
| Lista | Lista                          | Candidato               |
| ----- | ------------------------------ | ----------------------- |
|       | Partido Socialista             | Fernando Paulo Ferreira |
|       | Coligação Democrática Unitária | Joana Bonita            |
|       | PSD-CDS-PPM-MPT                | David Pato Ferreira     |
|       | Bloco de Esquerda              | Carlos Patrão           |
|       | Pessoas–Animais–Natureza       | Adélia Gominho          |
|       | CHEGA                          | José Barreira Soares    |

## Resultados Oficiais
Os resultados para os diferentes órgãos do poder local no concelho de Vila Franca de Xira foram os seguintes:

### Câmara Municipal
| Partido                 | Partido                        | Votos   | %               | +/-  | Vereadores | +/-     |
| ----------------------- | ------------------------------ | ------- | --------------- | ---- | ---------- | ------- |
|                         | Partido Socialista             | 20 640  | 39,59 / 100,00  | 0,53 | 5 / 11     | Estável |
|                         | Coligação Democrática Unitária | 11 432  | 21,93 / 100,00  | 8,52 | 3 / 11     | 1       |
|                         | PSD-CDS-PPM-MPT                | 7 737   | 14,84 / 100,00  | 1,21 | 2 / 11     | 1       |
|                         | CHEGA                          | 4 447   | 8,53 / 100,00   | Novo | 1 / 11     | Novo    |
|                         | Bloco de Esquerda              | 3 130   | 6,00 / 100,00   | 0,99 | 0 / 11     | 1       |
|                         | Pessoas–Animais–Natureza       | 2 018   | 3,87 / 100,00   | 0,07 | 0 / 11     | Estável |
| Votos Inválidos         | Votos Inválidos                | 2 726   | 5,23 / 100,00   | 0,29 |            |         |
| Total                   | Total                          | 52 130  | 100,00 / 100,00 |      | 11 / 11    |         |
| Eleitorado/Participação | Eleitorado/Participação        | 113 975 | 45,74 / 100,00  | 2,63 |            |         |

### Assembleia Municipal
| Partido                 | Partido                        | Votos   | %               | +/-  | Deputados | +/-     |
| ----------------------- | ------------------------------ | ------- | --------------- | ---- | --------- | ------- |
|                         | Partido Socialista             | 19 513  | 37,49 / 100,00  | 0,73 | 14 / 33   | 1       |
|                         | Coligação Democrática Unitária | 11 597  | 22,28 / 100,00  | 7,85 | 8 / 33    | 3       |
|                         | PSD-CDS-PPM-MPT                | 7 807   | 15,00 / 100,00  | 0,73 | 5 / 33    | Estável |
|                         | CHEGA                          | 4 617   | 8,87 / 100,00   | Novo | 3 / 33    | Novo    |
|                         | Bloco de Esquerda              | 3 438   | 6,61 / 100,00   | 1,53 | 2 / 33    | 1       |
|                         | Pessoas–Animais–Natureza       | 2 264   | 4,35 / 100,00   | 0,21 | 1 / 33    | Estável |
| Votos Inválidos         | Votos Inválidos                | 2 811   | 5,40 / 100,00   | 0,27 |           |         |
| Total                   | Total                          | 52 047  | 100,00 / 100,00 |      | 33 / 33   |         |
| Eleitorado/Participação | Eleitorado/Participação        | 113 975 | 45,67 / 100,00  | 2,69 |           |         |

### Juntas de Freguesia
| Partido                 | Partido                        | Votos   | %               | +/-  | Presidentes | +/-     | Mandatos | +/-  |
| ----------------------- | ------------------------------ | ------- | --------------- | ---- | ----------- | ------- | -------- | ---- |
|                         | Partido Socialista             | 18 282  | 35,12 / 100,00  | 1,42 | 6 / 6       | 4       | 36 / 90  | 2    |
|                         | Coligação Democrática Unitária | 12 318  | 23,66 / 100,00  | 8,68 | 0 / 6       | 4       | 24 / 90  | 9    |
|                         | PSD-CDS-PPM-MPT                | 7 638   | 14,67 / 100,00  | 1,13 | 0 / 6       | Estável | 14 / 90  | 2    |
|                         | Grupo de Cidadãos              | 4 609   | 8,85 / 100,00   | 2,15 | 0 / 6       | Estável | 9 / 90   | 4    |
|                         | Bloco de Esquerda              | 3 680   | 7,07 / 100,00   | 0,92 | 0 / 6       | Estável | 3 / 90   | 3    |
|                         | CHEGA                          | 2 560   | 4,92 / 100,00   | Novo | 0 / 6       | Novo    | 4 / 90   | Novo |
| Votos Inválidos         | Votos Inválidos                | 2 969   | 5,71 / 100,00   | 0,01 |             |         |          |      |
| Total                   | Total                          | 52 056  | 100,00 / 100,00 |      | 6 / 6       |         | 90 / 90  |      |
| Eleitorado/Participação | Eleitorado/Participação        | 113 975 | 45,67 / 100,00  | 2,70 |             |         |          |      |

## Resultados por Freguesia

### Câmara Municipal
| Freguesia                                  | %     | %     | %                  | %     | %    | %    | Votantes |
| Freguesia                                  | PS    | CDU   | PSD- CDS- PPM- MPT | CH    | BE   | PAN  | Votantes |
| ------------------------------------------ | ----- | ----- | ------------------ | ----- | ---- | ---- | -------- |
| Freguesia                                  |       |       |                    |       |      |      | Votantes |
| Alhandra, Calhandriz e São João dos Montes | 39,94 | 27,74 | 11,88              | 7,32  | 5,15 | 2,80 | 5 396    |
| Alverca do Ribatejo e Sobralinho           | 37,60 | 25,63 | 14,89              | 7,05  | 5,90 | 3,92 | 13 693   |
| Castanheira do Ribatejo e Cachoeiras       | 45,28 | 23,26 | 11,81              | 7,84  | 3,97 | 2,54 | 3 074    |
| Póvoa de Santa Iria e Forte da Casa        | 38,25 | 15,01 | 17,67              | 10,30 | 7,40 | 5,43 | 15 567   |
| Vialonga                                   | 41,50 | 21,96 | 13,02              | 10,28 | 4,95 | 3,69 | 7 390    |
| Vila Franca de Xira                        | 41,70 | 24,96 | 13,99              | 6,88  | 5,76 | 1,90 | 7 010    |
| Vila Franca de Xira                        | 39,59 | 21,93 | 14,84              | 8,53  | 6,00 | 3,87 | 52 130   |

#### Alhandra, Calhandriz e São João dos Montes
| Partido                 | Partido                        | Votos  | %               | +/-  |
| ----------------------- | ------------------------------ | ------ | --------------- | ---- |
|                         | Partido Socialista             | 2 155  | 39,94 / 100,00  | 0,08 |
|                         | Coligação Democrática Unitária | 1 497  | 27,74 / 100,00  | 9,55 |
|                         | PSD-CDS-PPM-MPT                | 641    | 11,88 / 100,00  | 2,14 |
|                         | CHEGA                          | 395    | 7,32 / 100,00   | Novo |
|                         | Bloco de Esquerda              | 278    | 5,15 / 100,00   | 0,41 |
|                         | Pessoas–Animais–Natureza       | 151    | 2,80 / 100,00   | 0,37 |
| Votos Inválidos         | Votos Inválidos                | 279    | 5,17 / 100,00   | 0,26 |
| Total                   | Total                          | 5 396  | 100,00 / 100,00 |      |
| Eleitorado/Participação | Eleitorado/Participação        | 10 630 | 50,76 / 100,00  | 2,78 |

#### Alverca do Ribatejo e Sobralinho
| Partido                 | Partido                        | Votos  | %               | +/-  |
| ----------------------- | ------------------------------ | ------ | --------------- | ---- |
|                         | Partido Socialista             | 5 148  | 37,60 / 100,00  | 2,15 |
|                         | Coligação Democrática Unitária | 3 510  | 25,63 / 100,00  | 9,73 |
|                         | PSD-CDS-PPM-MPT                | 2 039  | 14,89 / 100,00  | 2,35 |
|                         | CHEGA                          | 966    | 7,05 / 100,00   | Novo |
|                         | Bloco de Esquerda              | 808    | 5,90 / 100,00   | 1,18 |
|                         | Pessoas–Animais–Natureza       | 537    | 3,92 / 100,00   | 0,15 |
| Votos Inválidos         | Votos Inválidos                | 685    | 5,00 / 100,00   | 0,47 |
| Total                   | Total                          | 13 693 | 100,00 / 100,00 |      |
| Eleitorado/Participação | Eleitorado/Participação        | 30 083 | 45,52 / 100,00  | 3,44 |

#### Castanheira do Ribatejo e Cachoeiras
| Partido                 | Partido                        | Votos | %               | +/-   |
| ----------------------- | ------------------------------ | ----- | --------------- | ----- |
|                         | Partido Socialista             | 1 392 | 45,28 / 100,00  | 0,14  |
|                         | Coligação Democrática Unitária | 715   | 23,26 / 100,00  | 10,92 |
|                         | PSD-CDS-PPM-MPT                | 363   | 11,81 / 100,00  | 2,60  |
|                         | CHEGA                          | 241   | 7,84 / 100,00   | Novo  |
|                         | Bloco de Esquerda              | 122   | 3,97 / 100,00   | 1,07  |
|                         | Pessoas–Animais–Natureza       | 78    | 2,54 / 100,00   | 0,85  |
| Votos Inválidos         | Votos Inválidos                | 163   | 5,31 / 100,00   | 0,98  |
| Total                   | Total                          | 3 074 | 100,00 / 100,00 |       |
| Eleitorado/Participação | Eleitorado/Participação        | 6 628 | 46,38 / 100,00  | 3,27  |

#### Póvoa de Santa Iria e Forte da Casa
| Partido                 | Partido                        | Votos  | %               | +/-  |
| ----------------------- | ------------------------------ | ------ | --------------- | ---- |
|                         | Partido Socialista             | 5 955  | 38,25 / 100,00  | 2,00 |
|                         | PSD-CDS-PPM-MPT                | 2 751  | 17,67 / 100,00  | 0,38 |
|                         | Coligação Democrática Unitária | 2 337  | 15,01 / 100,00  | 5,93 |
|                         | CHEGA                          | 1 603  | 10,30 / 100,00  | Novo |
|                         | Bloco de Esquerda              | 1 152  | 7,40 / 100,00   | 0,88 |
|                         | Pessoas–Animais–Natureza       | 846    | 5,43 / 100,00   | 0,51 |
| Votos Inválidos         | Votos Inválidos                | 923    | 5,93 / 100,00   | 0,74 |
| Total                   | Total                          | 15 567 | 100,00 / 100,00 |      |
| Eleitorado/Participação | Eleitorado/Participação        | 33 981 | 45,81 / 100,00  | 2,59 |

#### Vialonga
| Partido                 | Partido                        | Votos  | %               | +/-   |
| ----------------------- | ------------------------------ | ------ | --------------- | ----- |
|                         | Partido Socialista             | 3 067  | 41,50 / 100,00  | 4,27  |
|                         | Coligação Democrática Unitária | 1 623  | 21,96 / 100,00  | 12,88 |
|                         | PSD-CDS-PPM-MPT                | 962    | 13,02 / 100,00  | 1,14  |
|                         | CHEGA                          | 760    | 10,28 / 100,00  | Novo  |
|                         | Bloco de Esquerda              | 366    | 4,95 / 100,00   | 1,73  |
|                         | Pessoas–Animais–Natureza       | 273    | 3,69 / 100,00   | 0,08  |
| Votos Inválidos         | Votos Inválidos                | 339    | 4,59 / 100,00   | 0,54  |
| Total                   | Total                          | 7 390  | 100,00 / 100,00 |       |
| Eleitorado/Participação | Eleitorado/Participação        | 17 183 | 43,01 / 100,00  | 1,54  |

#### Vila Franca de Xira
| Partido                 | Partido                        | Votos  | %               | +/-  |
| ----------------------- | ------------------------------ | ------ | --------------- | ---- |
|                         | Partido Socialista             | 2 923  | 41,70 / 100,00  | 0,27 |
|                         | Coligação Democrática Unitária | 1 750  | 24,96 / 100,00  | 5,39 |
|                         | PSD-CDS-PPM-MPT                | 981    | 13,99 / 100,00  | 0,46 |
|                         | CHEGA                          | 482    | 6,88 / 100,00   | Novo |
|                         | Bloco de Esquerda              | 404    | 5,76 / 100,00   | 0,50 |
|                         | Pessoas–Animais–Natureza       | 133    | 1,90 / 100,00   | 0,33 |
| Votos Inválidos         | Votos Inválidos                | 337    | 4,81 / 100,00   | 0,33 |
| Total                   | Total                          | 7 010  | 100,00 / 100,00 |      |
| Eleitorado/Participação | Eleitorado/Participação        | 15 470 | 45,31 / 100,00  | 1,93 |

### Assembleia Municipal
| Freguesia                                  | %     | %     | %                  | %     | %    | %    | Votantes |
| Freguesia                                  | PS    | CDU   | PSD- CDS- PPM- MPT | CH    | BE   | PAN  | Votantes |
| ------------------------------------------ | ----- | ----- | ------------------ | ----- | ---- | ---- | -------- |
| Freguesia                                  |       |       |                    |       |      |      | Votantes |
| Alhandra, Calhandriz e São João dos Montes | 38,38 | 27,10 | 12,36              | 7,71  | 6,20 | 3,03 | 5 355    |
| Alverca do Ribatejo e Sobralinho           | 35,88 | 26,11 | 14,61              | 7,43  | 6,44 | 4,42 | 13 652   |
| Castanheira do Ribatejo e Cachoeiras       | 41,57 | 24,17 | 12,75              | 8,00  | 4,55 | 2,96 | 3 074    |
| Póvoa de Santa Iria e Forte da Casa        | 35,97 | 15,21 | 17,89              | 10,57 | 8,26 | 5,97 | 15 566   |
| Vialonga                                   | 40,23 | 22,26 | 13,18              | 10,54 | 5,17 | 4,09 | 7 390    |
| Vila Franca de Xira                        | 38,64 | 26,03 | 14,27              | 7,42  | 5,99 | 2,51 | 7 010    |
| Vila Franca de Xira                        | 37,49 | 22,28 | 15,00              | 8,87  | 6,61 | 4,35 | 52 047   |

#### Alhandra, Calhandriz e São João dos Montes
| Partido                 | Partido                        | Votos  | %               | +/-  |
| ----------------------- | ------------------------------ | ------ | --------------- | ---- |
|                         | Partido Socialista             | 2 055  | 38,38 / 100,00  | 0,36 |
|                         | Coligação Democrática Unitária | 1 451  | 27,10 / 100,00  | 9,11 |
|                         | PSD-CDS-PPM-MPT                | 662    | 12,36 / 100,00  | 2,05 |
|                         | CHEGA                          | 413    | 7,71 / 100,00   | Novo |
|                         | Bloco de Esquerda              | 332    | 6,20 / 100,00   | 0,99 |
|                         | Pessoas–Animais–Natureza       | 162    | 3,03 / 100,00   | 0,16 |
| Votos Inválidos         | Votos Inválidos                | 280    | 5,23 / 100,00   | 0,32 |
| Total                   | Total                          | 5 355  | 100,00 / 100,00 |      |
| Eleitorado/Participação | Eleitorado/Participação        | 10 630 | 50,38 / 100,00  | 3,17 |

#### Alverca do Ribatejo e Sobralinho
| Partido                 | Partido                        | Votos  | %               | +/-  |
| ----------------------- | ------------------------------ | ------ | --------------- | ---- |
|                         | Partido Socialista             | 4 899  | 35,88 / 100,00  | 1,82 |
|                         | Coligação Democrática Unitária | 3 565  | 26,11 / 100,00  | 8,22 |
|                         | PSD-CDS-PPM-MPT                | 1 995  | 14,61 / 100,00  | 1,32 |
|                         | CHEGA                          | 1 014  | 7,43 / 100,00   | Novo |
|                         | Bloco de Esquerda              | 879    | 6,44 / 100,00   | 1,57 |
|                         | Pessoas–Animais–Natureza       | 604    | 4,42 / 100,00   | 0,12 |
| Votos Inválidos         | Votos Inválidos                | 696    | 5,10 / 100,00   | 0,52 |
| Total                   | Total                          | 13 652 | 100,00 / 100,00 |      |
| Eleitorado/Participação | Eleitorado/Participação        | 30 083 | 45,38 / 100,00  | 3,58 |

#### Castanheira do Ribatejo e Cachoeiras
| Partido                 | Partido                        | Votos | %               | +/-   |
| ----------------------- | ------------------------------ | ----- | --------------- | ----- |
|                         | Partido Socialista             | 1 278 | 41,57 / 100,00  | 0,38  |
|                         | Coligação Democrática Unitária | 743   | 24,17 / 100,00  | 11,52 |
|                         | PSD-CDS-PPM-MPT                | 392   | 12,75 / 100,00  | 3,42  |
|                         | CHEGA                          | 246   | 8,00 / 100,00   | Novo  |
|                         | Bloco de Esquerda              | 140   | 4,55 / 100,00   | 1,41  |
|                         | Pessoas–Animais–Natureza       | 91    | 2,96 / 100,00   | 0,81  |
| Votos Inválidos         | Votos Inválidos                | 184   | 5,98 / 100,00   | 1,35  |
| Total                   | Total                          | 3 074 | 100,00 / 100,00 |       |
| Eleitorado/Participação | Eleitorado/Participação        | 6 628 | 46,38 / 100,00  | 3,27  |

#### Póvoa de Santa Iria e Forte da Casa
| Partido                 | Partido                        | Votos  | %               | +/-  |
| ----------------------- | ------------------------------ | ------ | --------------- | ---- |
|                         | Partido Socialista             | 5 599  | 35,97 / 100,00  | 1,76 |
|                         | PSD-CDS-PPM-MPT                | 2 784  | 17,89 / 100,00  | 0,01 |
|                         | Coligação Democrática Unitária | 2 368  | 15,21 / 100,00  | 5,54 |
|                         | CHEGA                          | 1 645  | 10,57 / 100,00  | Novo |
|                         | Bloco de Esquerda              | 1 285  | 8,26 / 100,00   | 1,10 |
|                         | Pessoas–Animais–Natureza       | 929    | 5,97 / 100,00   | 0,73 |
| Votos Inválidos         | Votos Inválidos                | 956    | 6,14 / 100,00   | 0,74 |
| Total                   | Total                          | 15 566 | 100,00 / 100,00 |      |
| Eleitorado/Participação | Eleitorado/Participação        | 33 981 | 45,81 / 100,00  | 2,58 |

#### Vialonga
| Partido                 | Partido                        | Votos  | %               | +/-   |
| ----------------------- | ------------------------------ | ------ | --------------- | ----- |
|                         | Partido Socialista             | 2 973  | 40,23 / 100,00  | 5,98  |
|                         | Coligação Democrática Unitária | 1 645  | 22,26 / 100,00  | 13,40 |
|                         | PSD-CDS-PPM-MPT                | 974    | 13,18 / 100,00  | 0,76  |
|                         | CHEGA                          | 779    | 10,54 / 100,00  | Novo  |
|                         | Bloco de Esquerda              | 382    | 5,17 / 100,00   | 2,50  |
|                         | Pessoas–Animais–Natureza       | 302    | 4,09 / 100,00   | 0,22  |
| Votos Inválidos         | Votos Inválidos                | 335    | 4,54 / 100,00   | 0,69  |
| Total                   | Total                          | 7 390  | 100,00 / 100,00 |       |
| Eleitorado/Participação | Eleitorado/Participação        | 17 183 | 43,01 / 100,00  | 1,54  |

#### Vila Franca de Xira
| Partido                 | Partido                        | Votos  | %               | +/-  |
| ----------------------- | ------------------------------ | ------ | --------------- | ---- |
|                         | Partido Socialista             | 2 709  | 38,64 / 100,00  | 0,59 |
|                         | Coligação Democrática Unitária | 1 825  | 26,03 / 100,00  | 3,81 |
|                         | PSD-CDS-PPM-MPT                | 1 000  | 14,27 / 100,00  | 1,06 |
|                         | CHEGA                          | 520    | 7,42 / 100,00   | Novo |
|                         | Bloco de Esquerda              | 420    | 5,99 / 100,00   | 1,91 |
|                         | Pessoas–Animais–Natureza       | 176    | 2,51 / 100,00   | 0,24 |
| Votos Inválidos         | Votos Inválidos                | 360    | 5,14 / 100,00   | 0,53 |
| Total                   | Total                          | 7 010  | 100,00 / 100,00 |      |
| Eleitorado/Participação | Eleitorado/Participação        | 15 470 | 45,31 / 100,00  | 1,91 |

### Juntas de Freguesia

#### Alhandra, Calhandriz e São João dos Montes
| Partido                 | Partido                        | Votos  | %               | +/-   | Mandatos | +/-     |
| ----------------------- | ------------------------------ | ------ | --------------- | ----- | -------- | ------- |
|                         | Partido Socialista             | 2 161  | 40,35 / 100,00  | 3,05  | 6 / 13   | 1       |
|                         | Coligação Democrática Unitária | 1 631  | 30,45 / 100,00  | 10,48 | 4 / 13   | 2       |
|                         | PSD-CDS-PPM-MPT                | 804    | 15,01 / 100,00  | 5,47  | 2 / 13   | 1       |
|                         | Bloco de Esquerda              | 392    | 7,32 / 100,00   | 0,28  | 1 / 13   | Estável |
| Votos Inválidos         | Votos Inválidos                | 368    | 6,87 / 100,00   | 1,59  |          |         |
| Total                   | Total                          | 5 356  | 100,00 / 100,00 |       | 13 / 13  |         |
| Eleitorado/Participação | Eleitorado/Participação        | 10 630 | 50,39 / 100,00  | 3,17  |          |         |

#### Alverca do Ribatejo e Sobralinho
| Partido                 | Partido                        | Votos  | %               | +/-  | Mandatos | +/-     |
| ----------------------- | ------------------------------ | ------ | --------------- | ---- | -------- | ------- |
|                         | Partido Socialista             | 4 865  | 35,64 / 100,00  | 1,46 | 7 / 19   | Estável |
|                         | Coligação Democrática Unitária | 4 355  | 31,90 / 100,00  | 4,59 | 7 / 19   | Estável |
|                         | PSD-CDS-PPM-MPT                | 2 433  | 17,82 / 100,00  | 3,90 | 4 / 19   | 1       |
|                         | Bloco de Esquerda              | 1 133  | 8,30 / 100,00   | 0,91 | 1 / 19   | 1       |
| Votos Inválidos         | Votos Inválidos                | 866    | 6,35 / 100,00   | 0,14 |          |         |
| Total                   | Total                          | 13 652 | 100,00 / 100,00 |      | 19 / 19  |         |
| Eleitorado/Participação | Eleitorado/Participação        | 30 083 | 45,38 / 100,00  | 3,58 |          |         |

#### Castanheira do Ribatejo e Cachoeiras
| Partido                 | Partido                                                                   | Votos | %               | +/-   | Mandatos | +/-     |
| ----------------------- | ------------------------------------------------------------------------- | ----- | --------------- | ----- | -------- | ------- |
|                         | Partido Socialista                                                        | 978   | 31,79 / 100,00  | 6,35  | 5 / 13   | 1       |
|                         | UNIDOS - Movimento Independente pela Castanheira do Ribatejo e Cachoeiras | 878   | 28,54 / 100,00  | Novo  | 4 / 13   | Novo    |
|                         | Coligação Democrática Unitária                                            | 648   | 21,07 / 100,00  | 21,74 | 3 / 13   | 3       |
|                         | PSD-CDS-PPM-MPT                                                           | 306   | 9,95 / 100,00   | 1,53  | 1 / 13   | Estável |
|                         | Bloco de Esquerda                                                         | 114   | 3,71 / 100,00   | 2,00  | 0 / 13   | Estável |
| Votos Inválidos         | Votos Inválidos                                                           | 152   | 4,94 / 100,00   | 0,03  |          |         |
| Total                   | Total                                                                     | 3 076 | 100,00 / 100,00 |       | 13 / 13  |         |
| Eleitorado/Participação | Eleitorado/Participação                                                   | 6 628 | 46,41 / 100,00  | 3,24  |          |         |

#### Póvoa de Santa Iria e Forte da Casa
| Partido                 | Partido                           | Votos  | %               | +/-  | Mandatos | +/-     |
| ----------------------- | --------------------------------- | ------ | --------------- | ---- | -------- | ------- |
|                         | Partido Socialista                | 4 420  | 28,39 / 100,00  | 2,56 | 6 / 19   | 1       |
|                         | António Inácio - Póvoa Mais Forte | 3 731  | 23,96 / 100,00  | 1,46 | 5 / 19   | Estável |
|                         | PSD-CDS-PPM-MPT                   | 2 206  | 14,17 / 100,00  | 0,84 | 3 / 19   | Estável |
|                         | Coligação Democrática Unitária    | 1 862  | 11,96 / 100,00  | 5,31 | 2 / 19   | 1       |
|                         | CHEGA                             | 1 308  | 8,40 / 100,00   | Novo | 2 / 19   | Novo    |
|                         | Bloco de Esquerda                 | 1 200  | 7,71 / 100,00   | 0,32 | 1 / 19   | Estável |
| Votos Inválidos         | Votos Inválidos                   | 844    | 5,43 / 100,00   | 0,80 |          |         |
| Total                   | Total                             | 15 571 | 100,00 / 100,00 |      | 19 / 19  |         |
| Eleitorado/Participação | Eleitorado/Participação           | 33 981 | 45,82 / 100,00  | 2,59 |          |         |

#### Vialonga
| Partido                 | Partido                        | Votos  | %               | +/-   | Mandatos | +/-     |
| ----------------------- | ------------------------------ | ------ | --------------- | ----- | -------- | ------- |
|                         | Partido Socialista             | 3 081  | 41,69 / 100,00  | 10,80 | 6 / 13   | 2       |
|                         | Coligação Democrática Unitária | 1 794  | 24,28 / 100,00  | 19,47 | 4 / 13   | 2       |
|                         | PSD-CDS-PPM-MPT                | 976    | 13,21 / 100,00  | 0,68  | 2 / 13   | Estável |
|                         | CHEGA                          | 744    | 10,07 / 100,00  | Novo  | 1 / 13   | Novo    |
|                         | Bloco de Esquerda              | 404    | 5,47 / 100,00   | 1,97  | 0 / 13   | 1       |
| Votos Inválidos         | Votos Inválidos                | 391    | 5,29 / 100,00   | 0,11  |          |         |
| Total                   | Total                          | 7 390  | 100,00 / 100,00 |       | 13 / 13  |         |
| Eleitorado/Participação | Eleitorado/Participação        | 17 183 | 43,01 / 100,00  | 1,54  |          |         |

#### Vila Franca de Xira
| Partido                 | Partido                        | Votos  | %               | +/-  | Mandatos | +/-     |
| ----------------------- | ------------------------------ | ------ | --------------- | ---- | -------- | ------- |
|                         | Partido Socialista             | 2 777  | 39,61 / 100,00  | 2,71 | 6 / 13   | 1       |
|                         | Coligação Democrática Unitária | 2 028  | 28,93 / 100,00  | 5,65 | 4 / 13   | 1       |
|                         | PSD-CDS-PPM-MPT                | 913    | 13,02 / 100,00  | 2,94 | 2 / 13   | Estável |
|                         | CHEGA                          | 508    | 7,25 / 100,00   | Novo | 1 / 13   | Novo    |
|                         | Bloco de Esquerda              | 437    | 6,23 / 100,00   | 1,59 | 0 / 13   | 1       |
| Votos Inválidos         | Votos Inválidos                | 348    | 4,97 / 100,00   | 0,22 |          |         |
| Total                   | Total                          | 7 011  | 100,00 / 100,00 |      | 13 / 13  |         |
| Eleitorado/Participação | Eleitorado/Participação        | 15 470 | 45,32 / 100,00  | 1,90 |          |         |

| Freguesia                                  | 2017-2021 | 2017-2021                      | 2017-2021      | 2021-2025 | 2021-2025          | 2021-2025      |
| ------------------------------------------ | --------- | ------------------------------ | -------------- | --------- | ------------------ | -------------- |
| Alhandra, Calhandriz e São João dos Montes |           | Coligação Democrática Unitária | 40,93 / 100,00 |           | Partido Socialista | 40,35 / 100,00 |
| Alverca do Ribatejo e Sobralinho           |           | Coligação Democrática Unitária | 36,49 / 100,00 |           | Partido Socialista | 35,64 / 100,00 |
| Castanheira do Ribatejo e Cachoeiras       |           | Coligação Democrática Unitária | 42,81 / 100,00 |           | Partido Socialista | 31,79 / 100,00 |
| Póvoa de Santa Iria e Forte da Casa        |           | Partido Socialista             | 30,95 / 100,00 |           | Partido Socialista | 28,39 / 100,00 |
| Vialonga                                   |           | Coligação Democrática Unitária | 43,75 / 100,00 |           | Partido Socialista | 41,69 / 100,00 |
| Vila Franca de Xira                        |           | Partido Socialista             | 36,90 / 100,00 |           | Partido Socialista | 39,61 / 100,00 |